# Bananal (gemeente)
Bananal is een gemeente in de Braziliaanse deelstaat São Paulo. De gemeente telt 10.822 inwoners (schatting 2009).

## Aangrenzende gemeenten
De gemeente grenst aan Arapeí, São José do Barreiro (RJ), Angra dos Reis (RJ), Barra Mansa en Rio Claro (RJ).